# Timo Plümicke
Timo Plümicke ist ein deutscher Synchron- und Hörspielsprecher.

## Leben
Als Synchronsprecher war Plümicke unter anderem in den Filmen Die Schöne und das Biest, Ein Hund namens Beethoven sowie Eine Familie namens Beethoven zu hören. Als Hörspielsprecher war er unter anderem in HOOK zu hören.

## Synchronisation
- 1991: Die Schöne und das Biest (als Tassilo)
- 1992: Bodyguard (als Fletcher Marron)
- 1992: Ein Hund namens Beethoven (als Ted Newton)
- 1993: Eine Familie namens Beethoven (als Ted Newton)
- 1995: Alle unter einem Dach (Bryton McClure als Richie Crawford in Staffel 2–7, 87 Episoden)

## Hörspiele
- 1992: HOOK – Folge 1 und 2 (als Too Small)
- 1992: Die Schöne und das Biest – Folge 1 und 2 (als Tassilo)
- 1993: Ein Hund namens Beethoven (als Ted Newton)
- 1994: Eine Familie namens Beethoven (als Ted Newton)[1]